# Colombé-le-Sec
 Colombé-le-Sec  là một xã ở tỉnh Aube, thuộc vùng Grand Est ở phía bắc miền trung nước Pháp.